# Корі Берк
Корі Берк (англ. Cory Burke; нар. 28 грудня 1991, Кінгстон) — ямайський футболіст, нападник клубу «Бетлехем Стіл» та національної збірної Ямайки.

## Клубна кар'єра
У дорослому футболі дебютував 2013 року виступами за команду клубу «Ріволі Юнайтед». 12 січня 2014 року нападник забив свій перший м'яч.
У сезоні 2015/16 Берк забив 12 м'ячів в 17 матчах, чим привернув увагу «Бетлехем Стіл», що виступав в USL, третьому дивізіоні США. Ямаєць був узятий в оренду до кінця 2016 року. Першу гру в новому клубі нападник за новий клуб Берк провів 15 травня 2016 року проти «Монреаля». 11 червня Корі відзначився першим забитим м'ячем в USL.
У листопаді 2016 року «Бертлехем» вирішив викупити трансфер нападника, який провів за сезон 21 гру і забив 4 м'ячі. Наразі встиг відіграти за команду з Бетлехема 33 матчів в USL, забивши 6 голів.

## Виступи за збірну
6 вересня 2016 року дебютував в офіційних матчах у складі національної збірної Ямайки, вийшовши у стартовому складі у зустрічі відбіркового турніру до чемпіонату світу 2018 року проти збірної Гаїті. 11 жовтня 2016 року Корі забив перший м'яч у складі «реггі-бойз».
У складі збірної був учасником розіграшу Золотого кубка КОНКАКАФ 2017 року у США.
Наразі провів у формі головної команди країни 11 матчів, забивши 2 голи.

## Титули і досягнення
- Срібний призер Золотого кубка КОНКАКАФ: 2017